# Fort d’Andoy

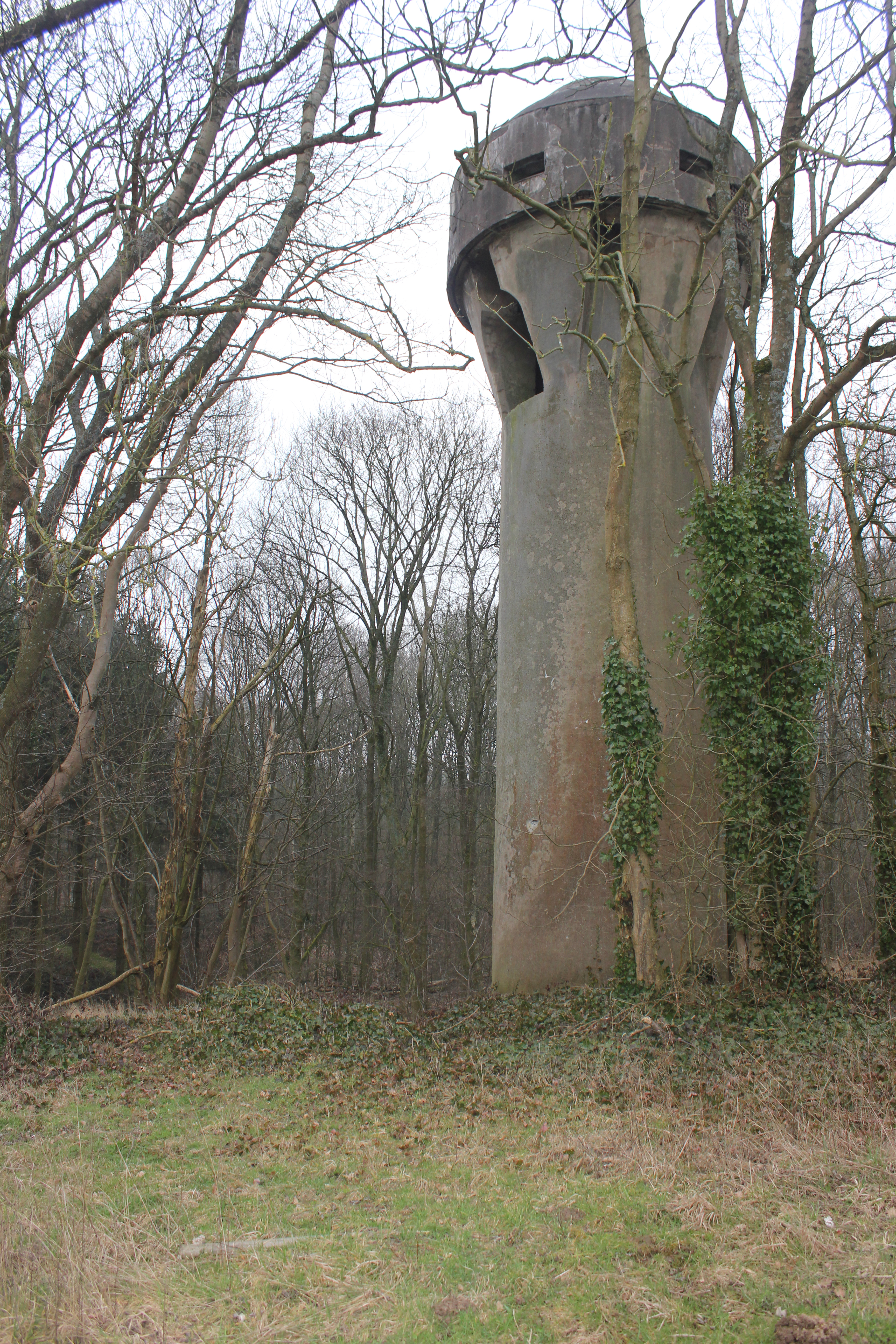
Wieża wentylacyjno-obserwacyjna z okresu międzywojennego

Fort d’Andoy – duży, trójkątny fort pancerny, projektu gen. Brialmonta, będący częścią pierścienia fortów twierdzy Namur (fr. Region Fortifiee de Namur).
Fort położony na wzgórzu o wys. 220 m n.p.m., 6 km od centrum, z odległym o 4,1 km fortem de Dave broniący drogi do Jausse i kolei luksemburskiej, oraz doliny Mozeli na południe od miasta, a wspólnie z oddalonym o 5,95 km fortem de Maizaret – doliny Mozeli na wschód od Namur.
Fort o narysie trójkąta prostokątnego, o załamanej linii koszar szyjowych, które tworzyły dwa półbastiony z parą dział 57 mm każdy do obrony tylnej fosy; jedno takie działo broniło bezpośrednio bramy fortu. Fosa, o stoku spłaszczonym i stromej, murowanej przeciwskarpie, broniona przez zdwojoną, dwupiętrową kaponierę rewersową (czyli umieszczoną w przeciwskarpie) umieszczoną przy zbiegu fos, po przeciwnej stronie fortu niż brama główna; ta kaponiera uzbrojona była w dwie pary armat kal. 57 mm. Do obrony bliskiej służyły ponadto 4 armaty tego samego kalibru, umieszczone w obrotowych, wysuwanych wieżach pancernych na masywnym bloku centralnego schronu; na bloku zamontowany był też silny reflektor w wysuwanej, pancernej kopule.

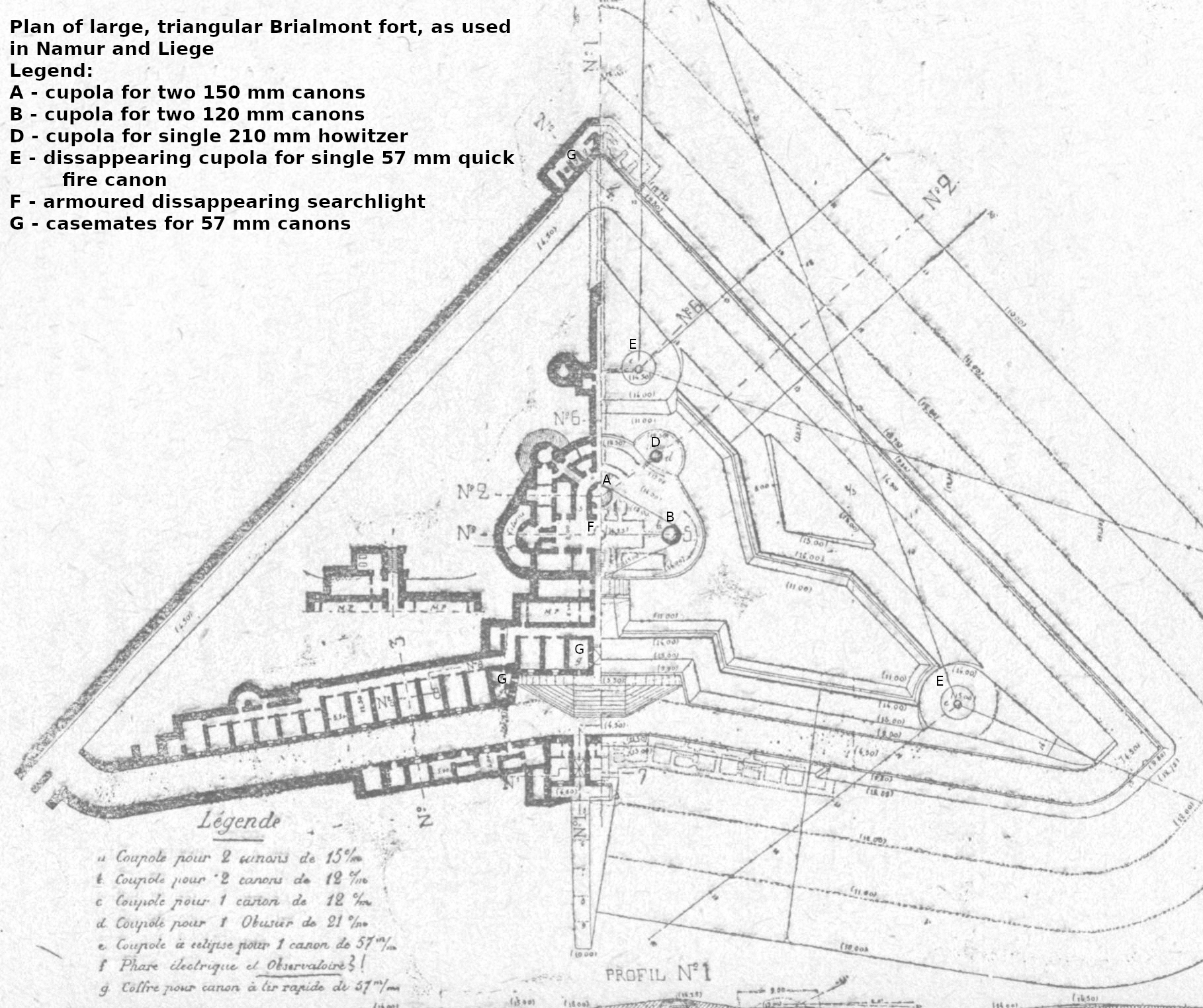
Duży, pancerny fort Brialmonta. Fort d’Andoy był zbudowany według tego planu.
Legenda:
A) wieża dwóch dział 150 mm
B) wieża dwóch dział 120 mm
D) wieża haubicy 210 mm
E) wysuwane kopuły dział 57 mm
F) wysuwany, opancerzony reflektor
G) schrony bojowe dział 57 mm

Na dachu schronu centralnego znajdowały się także 5 kopuł dział obrony dalekiej: w centralnej części jedna wieża z parą armat 150 mm, w tylnej części dwie wieże z parą armatą 120 mm, do prowadzenia ognia bezpośredniego. Z przodu bloku znajdowały się dwie kopuły haubic 210 mm, do ognia pośredniego. Działa 150 mm M.1886 produkcji Kruppa, o długości lufy 3,8m i kącie podniesienia luf od -2° do +25°, miały zasięg 8,5 km. Wieża o średnicy 4,8m miała masę 224 ton i 25-osobową załogę (wraz z żołnierzami dostarczającymi amunicję z magazynów itp.). Wieża dział 120 mm miała taką samą średnicę i załogę, ale była lżejsza (188 ton). Armaty M. 1889, o długości lufy 3 i kącie podniesienia od -3° do +25°, strzelały na 8 km. Haubica 210 mm M.1889 Kruppa, o lufie 2,5 m i kącie podniesienia od -5° do +35° (zasięg ognia pośredniego 6,9 km), umieszczona była w mniejszej (3,6 m) i lżejszej (100 ton) wieży o 13-osobowej załodze. Lekkie działa 57 mm M.1889 Nordenfeldta miały lufy 1,5 m, kąt podniesienia od -8° do +10°, zasięg 300 m, a ich kopuły o średnicy 2,1 m i wadze 34 ton obsługiwało 6 ludzi.
Artyleria fortu była zgrupowana w 2. baterię artylerii fortecznej.
Podczas niemieckiego ataku na miasto był jednym z pierwszych zaatakowanych: od 11 rano 21 Niemcy ostrzeliwali południowy sektor z dział 150 mm i 210 mm, od czego szczególnie cierpiała piechota w okopach między fortami fort d’Andoy i de Maizaret; ogień skierowany zarówno na forty, jak i na umocnienia polowe był bardzo celny. Oba forty odniosły poważne uszkodzenia: w d’Andoy potrzaskany beton unieruchomił wieżę dział 150 mm i jedną z wież 57 mm. Linie telefoniczne zostały zerwane i łączność utrzymywano dzięki improwizowanej służbie motocyklistów i rowerzystów. 22 sierpnia fort de Maizaret został zupełnie zrujnowany, a d’Andoy był pod ciężkim ogniem, ale jego działa odpowiadały: uciszyły jedną z nieprzyjacielskich baterii za Mont Sainte-Marie i ostrzelały Château de Mozet, gdzie znajdował się niemiecki sztab. Jednak pod wieczór, wobec uszkodzenia dwóch kopuł dział 57 mm, załoga fortu opuściła stanowiska na stoku i schroniła się w bloku centralnym. 23 sierpnia 1914 na skutek natarcia niemieckiego obrońcy cofnęli się, pozostawiając fort i sąsiadujący fort de Davedo ochrony tyłów. Fort był w złym stanie, mając nieczynną główną wieżę i trzy wieże obrony bliskiej, podobnie jak galerie w przeciwskarpie; ok. godz. 15 pękła bryła fortu, wentylacja i elektryczność zawiodły. Załoga jednak zdołała do wieczora naprawić komin wentylacyjny, przywrócić oświetlenie i obsadzić wciąż czynne trzy wieże artyleryjskie. Wieczorem niemiecka piechota pojęła próbę ataku, którą piechota forteczna odparła ogniem z ławek strzeleckich, przy wsparciu jedynej działającej wieży 57 mm. Następnego dnia ciężkie działa niemieckie ponownie rozpoczęły bombardowanie; 450 ciężkich granatów zrujnowało fort doszczętnie. Chcąc oszczędzić garnizon (360 ludzi) kpt. Nollet nie zdecydował się na wysadzenie magazynu, więc zniszczywszy resztę broni i sprzętu, poddał się o 12.15. Łącznie przeciwko fortowi wystrzelono 450 granatów 305 mm i aż 1400 kal. 210 mm.
W okresie międzywojennym fort został zmodernizowany, wyremontowano uszkodzone lub zniszczone kopuły, wymieniono działa 57 na 75 mm, w kaponierach zainstalowano karabiny maszynowe. Fort otrzymał cztery wieże z haubicami 75 mm, jedną z dwoma działami 75 mm i dwie z karabinami maszynowymi i moździerzem, oraz wieżę wentylacyjno-obserwacyjną. W czasie inwazji na Belgię bronił się kilka dni, tracąc 5 zabitych, ale przed jego kapitulacją 23 maja straty atakujących fort Niemców wyniosły 280 żołnierzy.